# Alianza Nacional (España)
Alianza Nacional (AN) fue un partido político español de ideología neonazi . Fue fundado en 2005 a partir de la formación Alianza por la Unidad Nacional y de la Asociación Cultural Rey Sisebuto. Su primer congreso se realizó el 30 de abril de 2006 en Valencia, aunque sus primeras apariciones públicas se habían producido ya un año antes.

## Ideología
Según sus propias declaraciones, AN se declara heredera ideológica de los fascismos europeos y sostiene que es el ius sanguinis (derecho de sangre) el que debe determinar el origen nacional del individuo. Busca también un criterio racial que diferencie a los pueblos europeos del resto y apuesta por una política de corte intervencionista en lo económico, de ahí el lema de la formación: "Nación, Raza, Socialismo". Exhibe junto a los símbolos del partido los adoptados por otras organizaciones ultranacionalistas y de extrema derecha. Conjuntamente con esto, promueven la expulsión de los inmigrantes indocumentados de España. AN reconoce como su referente ideológico y político nacional a Ramiro Ledesma Ramos y a las JONS y su pretensión por la acción violenta. La formación defiende la integración con Portugal (iberismo o unión ibérica) debido a que era el "objetivo de la política de unidad peninsular de los Reyes Católicos".[cita requerida]
En 2014, desde varias asociaciones y partidos de extrema derecha se acusó a Pedro Pablo Peña, líder de AN, de ser un supuesto agente del Centro Nacional de Inteligencia (CNI), por unas declaraciones que hizo el 12 de octubre a favor del uso de tácticas terroristas para defender sus ideas políticas.

## Acción política
El partido fue creado en 2005, con una orientación fascista y neonazi. AN tiene como base de su actuación política la agitación y la propaganda. Apuesta por la realización de actos como los realizados en Valencia el 1 de mayo de 2006, en Málaga el 12 de octubre de ese mismo año o en Segovia el 1 de mayo de 2007. A estas han seguido otras muchas convocatorias en diferentes puntos de España.
Su primera cita electoral fue en las elecciones municipales españolas de 2007, a las que presentó en listas de varios municipios de la Comunidad Valenciana y Cataluña como Chiva, Canals o Tarragona, así como en Málaga y otros municipios de pequeño tamaño en Castilla y León, sin obtener representación.
La lista presentada en Chiva fue especialmente polémica a nivel local, debido a que uno de los candidatos cumplió condena por el asesinato en 1993 del joven Guillem Agulló, activista valenciano del grupo independentista Maulets.
Posteriormente, AN ha concurrido bajo estas siglas por primera vez a las Elecciones generales españolas de 2008 en un total de 25 provincias, obteniendo 2.780 votos al Congreso de los Diputados. y un total de 14.680 en las candidaturas al Senado,[cita requerida] siendo Madrid la circunscripción con más votos, 11.628.
En julio de 2013, se unió a Nudo Patriota Español, La Falange, Movimiento Católico Español y Democracia Nacional bajo la iniciativa "La España en Marcha" (LEM). Esta iniciativa, ya no está en activo.
En una manifestación celebrada en 2013, Pedro Pablo Peña, líder de Alianza Nacional, y Manuel Andrino Lobo, de Falange Española llamaron a la lucha armada contra los independentistas catalanes. En 2017 se enfrentaron a penas de 3 años de cárcel por dicho acto.
Tras no obtener representación en las elecciones europeas de 2014 La España en Marcha quedó disuelta.
En 2021, el líder de Alianza Nacional fue detenido por la Guardia Civil por delitos de odio, enaltecer a Adolf Hitler e injuriar a las Fuerzas Armadas.

### Elecciones al Parlamento Vasco de 2024
No se presentan y piden el voto de manera oficial para la candidatura Vox, algunos de sus miembros podrán ir como independientes en las listas de Vox.

### Elecciones al Parlamento de Cataluña de 2024
No se presentan y piden el voto de manera oficial para la candidatura Vox, algunos de sus miembros podrán ir como independientes en las listas de Vox.

### Elecciones al Parlamento Europeo de 2024 (España)
Hasta después de la elecciones al Parlamento Vasco de 2024 y las elecciones al Parlamento de Cataluña de 2024 este partido político no había decidido quién era el candidato/a y con qué relación (coalición) de partidos concurren unidos a estas elecciones: Vox, Democracia Nacional (DN), Alternativa Española (AES), Falange Española de las JONS (FE-JONS), FE-La Falange, Comunión Tradicionalista Carlista, Partido Familia y Vida, Nudo Patriótico Español (NPe) o Movimiento Católico Español, etcétera.

## Polémicas

### El asesino de Guillem Agulló
Guillem Agulló fue asesinado en la madrugada del 11 de abril de 1993 en Montanejos, comarca del Alto Mijares (provincia de Castellón), a manos de un joven de extrema derecha.
En el juicio del caso, celebrado en Castellón de la Plana en 1995, el juez condenó a uno de los acusados y autor confeso del asesinato, Pedro José Cuevas Silvestre, a 17 años de cárcel por homicidio y absolvió al resto del grupo. Pocos días después, uno de los acusados, Juan Manuel Sánchez, participó en otra agresión con navaja en el barrio del Carmen de Valencia. De los 17 años de condena, Pedro José Cuevas Silvestre cumplió 8 en la cárcel y 5 en libertad condicional. Tras salir, en las elecciones municipales del 27 de mayo de 2007 se presentó como candidato en las listas de AN en el número 4 por Chiva. Otro de los presuntos implicados (sería absuelto posteriormente), Manuel Canduela, presidió, durante varios años, el partido político ultraderechista Democracia Nacional.

### Asalto a la librería Blanquerna
El 11 de septiembre de 2013 varios militantes de Alianza Nacional junto con otros de FE-La Falange y Democracia Nacional irrumpieron con banderas españolas y las de las formaciones en la librería Blanquerna de Madrid, propiedad de la Generalidad de Cataluña, durante un acto con motivo de la celebración de la Diada profiriendo gritos de "No nos engañan, Cataluña es España" y tirando al suelo la senyera que presidía el acto, lanzando gases irritantes contra los asistentes. Al día siguiente se detuvieron a 12 personas que participaron en dicho acto.

### Posible proceso de ilegalización
La Fiscalía del Tribunal Supremo abrió diligencias informativas preprocesales para decidir la ilegalización de AN el 1 de octubre de 2013 debido a los hechos de la librería Blanquerna. Esta medida había sido reclamada por Izquierda Unida (IU). En caso de completarse la ilegalización, sería la primera desde la ilegalización del PCE(r) que no fuese a un partido de la izquierda abertzale.Aquella petición nunca prosperó y AN sigue siendo un partido legal en España.

## Resultados electorales

### Elecciones generales
| Elecciones y fecha           | Votos | %    | Escaños |
| ---------------------------- | ----- | ---- | ------- |
| Elecciones generales de 2008 | 2780  | 0,01 | 0       |